# Harvey Kurtzman
Harvey Kurtzman (Nova Iorque, 3 de outubro de 1924 – Nova Iorque, 21 de fevereiro de 1993) foi um cartunista e editor de revistas norte-americano.

## Vida
Seu trabalho mais conhecido inclui escrever e editar o gibi paródico Mad de 1952 até 1956 e ilustrar as tiras de Little Annie Fanny na Playboy de 1962 até 1988. Seu trabalho é conhecido por sua sátira e paródia da cultura popular, crítica social e atenção aos detalhes. O método de trabalho de Kurtzman foi comparado ao de um autor, e ele esperava que aqueles que ilustraram suas histórias seguissem estritamente seus layouts.
Kurtzman começou a trabalhar na linha de quadrinhos New Trend na EC Comics em 1950. Ele escreveu e editou os quadrinhos Two-Fisted Tales e Frontline Combat War, onde também desenhou muitas das histórias cuidadosamente pesquisadas, antes de criar a sua mais - relembrou a história em quadrinhos Mad, em 1952. Kurtzman fez o roteiro das histórias e fez com que fossem desenhadas pelos melhores cartunistas da CE, mais frequentemente Will Elder, Wally Wood e Jack Davis; o primeiro Mad era conhecido por sua crítica social e paródias da cultura pop. O gibi mudou para o formato de revista em 1955, e Kurtzman o deixou em 1956 por causa de uma disputa com o proprietário da EC William Gaines sobre o controle financeiro. Após sua partida, ele fez uma variedade de trabalhos de desenho animado, incluindo a edição do breve Trump e o auto-publicado Humbug. Em 1959, ele produziu o primeiro livro de quadrinhos originais, o Jungle Book satírico voltado para adultos. Ele editou o Help! de 1960 a 1965, uma revista de humor que apresentou o trabalho do futuro membro do Monty Python e diretor de cinema Terry Gilliam e os primeiros trabalhos de underground comix como Robert Crumb e Gilbert Shelton.
A partir de 1973, Kurtzman ensinou desenho animado na School of Visual Arts de Nova York. Seu trabalho ganhou maior reconhecimento no final de sua vida, e ele supervisionou reimpressões de luxo de muitas de suas obras. O Harvey Award foi nomeado em homenagem a Kurtzman em 1988. Ele foi indicado para o Hall da Fama dos Quadrinhos de Will Eisner em 1989, e seu trabalho conquistou cinco posições no Top 100 da The Comics Journal.

## Links externo
- The Harvey Awards - site oficial
- Help! magazine - site oficial